# Elvira od Tora
Elvira (Elvira de Toro; ? – 15. studenog 1101.) bila je infanta Leona i gospa Tora u Zamori, kći kralja Fernanda I. i kraljice Sanče. Bila je sestra infante Urake te kraljeva Sanča II. Snažnog i Alfonsa VI. Hrabrog.
1087. god. Elvira je donirala zemljište samostanu San Salvador de Oña. 
Otac joj je oporučno ostavio grad Toro. Postala je gospa ‒ ili "kraljica" ‒ tog grada. Nije se udala i nije imala djece.
Pokopana je na kraljevskom groblju sv. Izidora (Panteón de reyes de San Isidoro de León). Ovo je njezin epitaf na latinskom:
"H. RE. DOMNA GELOIRA, FILIA REGIS MAGNI FERDINANDI. VAS FIDEI, DECUS HESPERIAE TEMPLUM PIETATIS. VIRTUS JUSTITIAE SIDUS, HONOR PATRIAE. HEU QUINDENA DIES MENSIS, GELOIRA, NOVEMBRIS EXILIUM MULTIS, TE MORIENTE FUIT. ANNIS MILE VIIII CXXX PERACTIS TE TUA MORS RAPUIT, SPES MISEROS LATUIT."